# Lolita ’90
Lolita ’90, auch Schuhgröße 36, im Original 36 fillette, ist ein französischer Spielfilm der Regisseurin Catherine Breillat über das erotische Erwachen einer 15-Jährigen. Sie schrieb das Drehbuch nach ihrem eigenen Roman 36 fillette, dessen Titel eine Kinderkleidergröße bezeichnet.

## Handlung
Lili ist 14 Jahre alt, körperlich schon weit entwickelt, doch geistig den Kinderschuhen noch nicht entwachsen. Die Sommerferien muss sie mit ihrer Familie, die in eher einfachen Verhältnissen lebt, auf einem Campingplatz am Atlantik verbringen. Sie hat nur eines im Kopf: ihre Jungfräulichkeit loszuwerden. Nachts büxt sie aus und begegnet dem 40-jährigen Lebemann Maurice, der als Konzessionär eines japanischen Unternehmens für Frankreich ein müßiggängerisches Leben führt.
Mehrfach nimmt Lili Anlauf, mit Maurice zu schlafen, macht ihn heiß, provoziert ihn. Er nimmt sie mit in seine Hotelsuite. Doch immer wenn es so weit ist, verlässt sie der Mut zu tun, wonach sie sich sehnt, und sie verweigert sich dem älteren Mann. Ihre erste sexuelle Erfahrung macht sie schließlich mit Bertrand, einem schüchternen Jungen, der ganz in die große Weltliteratur vertieft ist.

## Kritiken
Für den Fischer Film Almanach ist das Porträt der Jugendlichen „nüchtern, manchmal sympathisch schnoddrig“, aber auch psychologisch einfühlsam, der Streifen insgesamt jedoch ungeschickt inszeniert. Zwar umgehe Breillat das voyeuristische Potenzial des Motivs, meint der film-dienst, doch erzähle sie uninspiriert und langweilig, lege der Hauptfigur unglaubwürdige, altkluge Dialoge in den Mund, und die Kamera schaffe keine Stimmung.